# Ferma Regală Băneasa

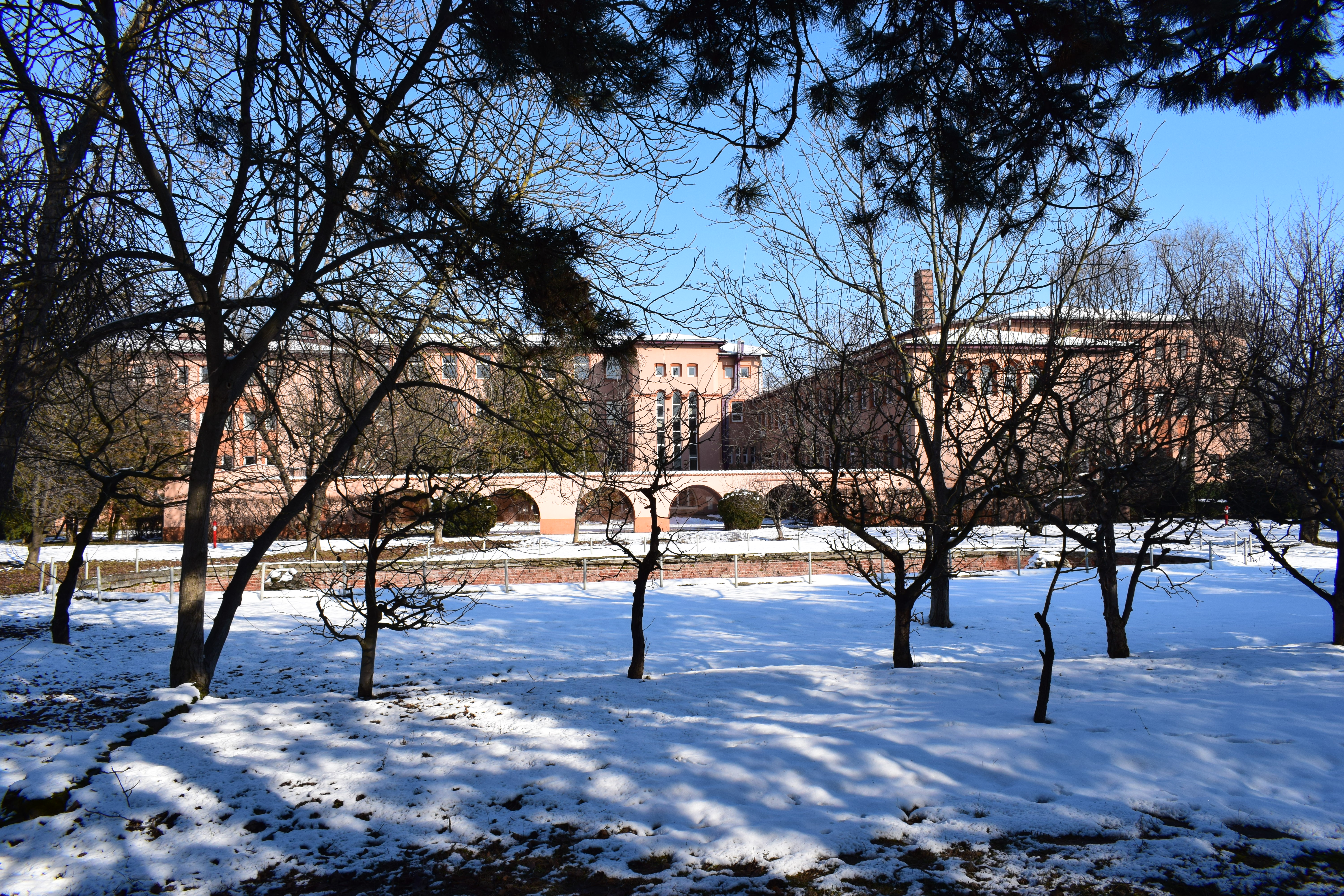
Clădirea principală a Fermei Regale Băneasa

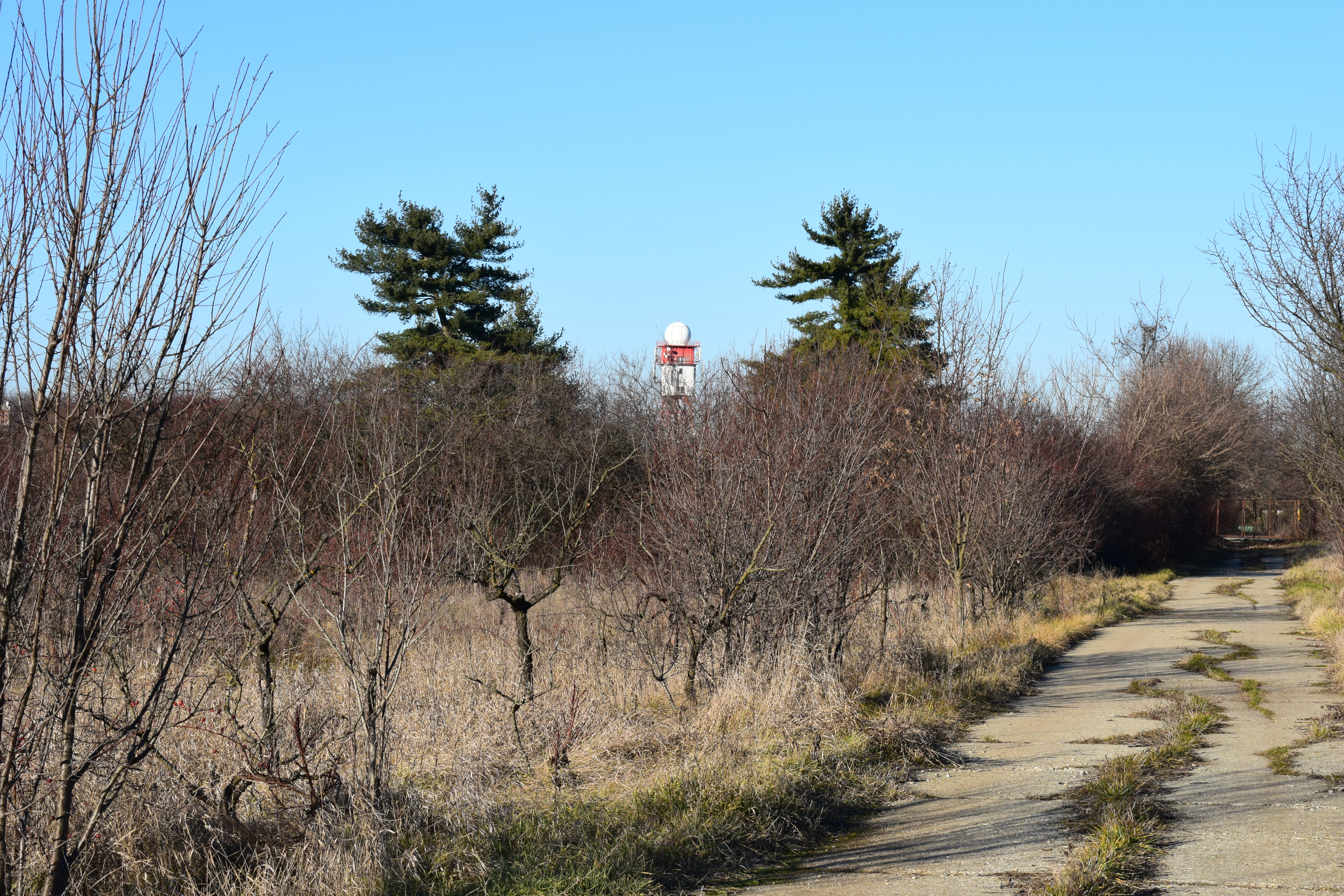
O imagine de pe terenul fostei Ferme Regale Băneasa, în partea situată la vest de DN1

Ferma Regală Băneasa a fost o fermă situată în „comuna suburbană Băneasa” (azi cartierul Băneasa din București).
Ferma a aparținut Regelui Carol al II-lea al României.

## Amplasare
Clădirea centrală a Fermei Regale Băneasa se găsește, în prezent, pe b-dul Ion Ionescu de la Brad nr. 8 din sectorul 1 (ea adăpostește azi Institutul de Cercetare și Dezvoltare pentru Protecția Plantelor (ICDPP)).
Ferma avea o suprafață de 28,43 ha (conform deciziei Consiliului de Miniștri din 18 iunie 1948, prin care se confiscau proprietățile membrilor Familiei Regale a României).
În perioada interbelică, ferma cuprindea atât suprafețe aflate la vestul șoselei București-Ploiești (între actualele străzi Jandarmeriei, Gheorghe Ionescu-Sisești, Ion Ionescu de la Brad, DN1), cât și la est (în nordul Aeroportului Băneasa, până la Aleea Privighetorilor, pe locul unde se află acum complexul comercial (mall-ul) Băneasa).
În apropierea sediului central al fermei, dar fără a se confunda cu ea, se găsește fosta locuință a profesorului Nae Ionescu (devenită, după 1940, locuința mareșalului Ion Antonescu).

## Istoric
În 1948, Ferma Regală Băneasa a fost naționalizată de către regimul comunist, clădirile, terenul și inventarul ei trecând la Ministerul Agriculturii (prin decretul 983/26.05.1948 și decizia Consiliului de Miniștri din 18.06.1948).
În anii 2000, ea a revenit în atenția publică prin scandalurile de presă (devenite ulterior dosare penale) legate de cererile de retrocedare formulate de Paul Lambrino, (nepot al Regelui Carol al II-lea, cunoscut ca „Prințul Paul Philippe de România”).